# Até Quando? (canção)
"Até Quando? é uma canção do rapper Gabriel, o Pensador, lançada originalmente no álbum Seja Você Mesmo (mas não Seja sempre o Mesmo) de 2001. Foi escrita por Gabriel, Tiago Mocotó e Itaal Shur e aborda o tema do conformismo e da atitude da população diante dos problemas da sociedade, em sua letra. Tais temas foram escolhidos para "espetar" o ouvinte, de acordo com o cantor. Esse fato foi elogiado pela maioria dos críticos, mas também foi criticado por outros. O videoclipe da música recebeu um prêmio no MTV Video Music Brasil após ter recebido quatro indicações.

## Antecedentes e temas
Na época da produção de Seja Você Mesmo (mas não Seja sempre o Mesmo), ele estava "realmente obcecado em fazer as pessoas pensarem, protestarem e quererem mudar isso que está aí" e querendo "dizer as coisas com mais força" e encontrou na música uma maneira "de dar mais impacto". A canção "Até Quando?" foi criada com esse propósito, pois, segundo ele, "a gente sempre acha que chegou a uma situação limite e que está na hora de mudar tudo, aí as coisas sempre ficam piores. Mas acho que desta vez está demais. Não dá para continuar." Ele ainda acrescentou que, com a canção, desejava "espetar" o ouvinte. A música, por sugestão do produtor Itaal Shur, teve o uso de guitarras. assim como "Se Liga Aí" e "Pega Ladrão!". "Até Quando?" aborda o conformismo da sociedade brasileira, e "Gabriel conclama as pessoas a tomarem uma atitude -protesto, greve- diante das injustiças", segundo Augusto Pinheiro da Folha de S. Paulo, com frases como "Até quando você vai levar cascudo mudo?" e "Muda, que quando a gente muda o mundo muda com a gente."

## Recepção
Rodrigo Simas do Whiplash.net qualificou "Até Quando?" como "sensacional", elogiando seu refrão e dizendo que ela "tem uma letra maravilhosa", enquanto foi descrita como "uma das melhores gravações" da carreira do cantor por Mauro Ferreira.  Por outro lado, Marco Antonio Barbosa, crítico do CliqueMusic, disse sobre a música que "Gabriel até acena com uma misturinha samba-rap-rock que podia render, mas que logo descamba para o convencionalismo."
A canção recebeu quatro indicações durante o MTV Video Music Brasil de 2001, nas categorias melhor direção, melhor edição, melhor videoclipe de pop e melhor videoclipe do ano, ganhando apenas na categoria de melhor edição.

## Equipe técnica
A seguir estão listados os músicos e técnicos envolvidos na gravação e produção de "Até Quando?".
- Itaal Shur - produtor, programador e teclados
- Liminha - co-produtor
- Gelsinho Moraes - bateria
- Ciro Cruz - baixo
- Gustavo Corsi - guitarras
- Marçal - Percussão
- Coro - Fernando, Jorge, Lavínia, Aninha, Tiago, Gustavo, Clyeston e Gabriel

## Prêmios e indicações
| Ano  | Prêmio                 | Categoria             | Resultado |
| ---- | ---------------------- | --------------------- | --------- |
| 2001 | MTV Video Music Brasil | Videoclipe do Ano     | Indicado  |
| 2001 | MTV Video Music Brasil | Videoclipe de Pop     | Indicado  |
| 2001 | MTV Video Music Brasil | Direção em Videoclipe | Indicado  |
| 2001 | MTV Video Music Brasil | Edição em Videoclipe  | Venceu    |